# César for største mandlige filmhåb
César for største mandlige filmhåb er blevet uddelt siden 1983.

## Uddelinger
| År   | Skuespiller          | Film                                            |
| ---- | -------------------- | ----------------------------------------------- |
| 2013 | Matthias Schoenaerts | Smagen af rust og ben                           |
| 2012 | Grégory Gadebois     | Angèle et Tony                                  |
| 2011 | Édgar Ramírez        | Carlos                                          |
| 2010 | Tahar Rahim          | Un prophète                                     |
| 2009 | Marc-André Grondin   | Le Premier jour du reste de ta vie              |
| 2008 | Laurent Stocker      | Ensemble, c'est tout                            |
| 2007 | Malik Zidi           | Les Amitiés maléfiques                          |
| 2006 | Louis Garrel         | Les Amants réguliers                            |
| 2005 | Gaspard Ulliel       | Un Long Dimanche De Fiancailles                 |
| 2004 | Gregori Derangère    | Bon voyage                                      |
| 2003 | Jean-Paul Rouve      | Monsieur Batignole                              |
| 2002 | Robinson Stévenin    | Mauvais genres                                  |
| 2001 | Jalil Lespert        | Ressources humaines                             |
| 2000 | Eric Caravaca        | C'est quoi la vie ?                             |
| 1999 | Bruno Putzulu        | Petits désordres amoureux                       |
| 1998 | Stanislas Merhar     | Nettoyage à sec                                 |
| 1997 | Mathieu Amalric      | Comment je me suis disputé... (ma vie sexuelle) |
| 1996 | Guillaume Depardieu  | Les Apprentis                                   |
| 1995 | Mathieu Kassovitz    | Regarde les hommes tomber                       |
| 1994 | Olivier Martinez     | Un, deux, trois, soleil                         |
| 1993 | Emmanuel Salinger    | La Sentinelle                                   |
| 1992 | Manuel Blanc         | J'embrasse pas                                  |
| 1991 | Gérald Thomassin     | Le Petit criminel                               |
| 1990 | Yvan Attal           | Un Monde sans pitié                             |
| 1989 | Stéphane Freiss      | Chouans !                                       |
| 1988 | Thierry Frémont      | Travelling avant                                |
| 1987 | Isaach de Bankolé    | Black mic-mac                                   |
| 1986 | Wadeck Stanczak      | Rendez-vous                                     |
| 1985 | Pierre-Loup Rajot    | Souvenirs, souvenirs                            |
| 1984 | Richard Anconina     | Tchao Pantin                                    |
| 1983 | Christophe Malavoy   | Family rock                                     |